# Tuymazy
Tuymazy (tiếng Nga: Туймазы) là một thành phố Nga. Thành phố này thuộc chủ thể Cộng hòa Bashkortostan. Thành phố có dân số 66.687 người (theo điều tra dân số năm 2002). Đây là thành phố lớn thứ 236 của Nga theo dân số năm 2002. Dân số qua các thời kỳ: